# Lars Lilholt

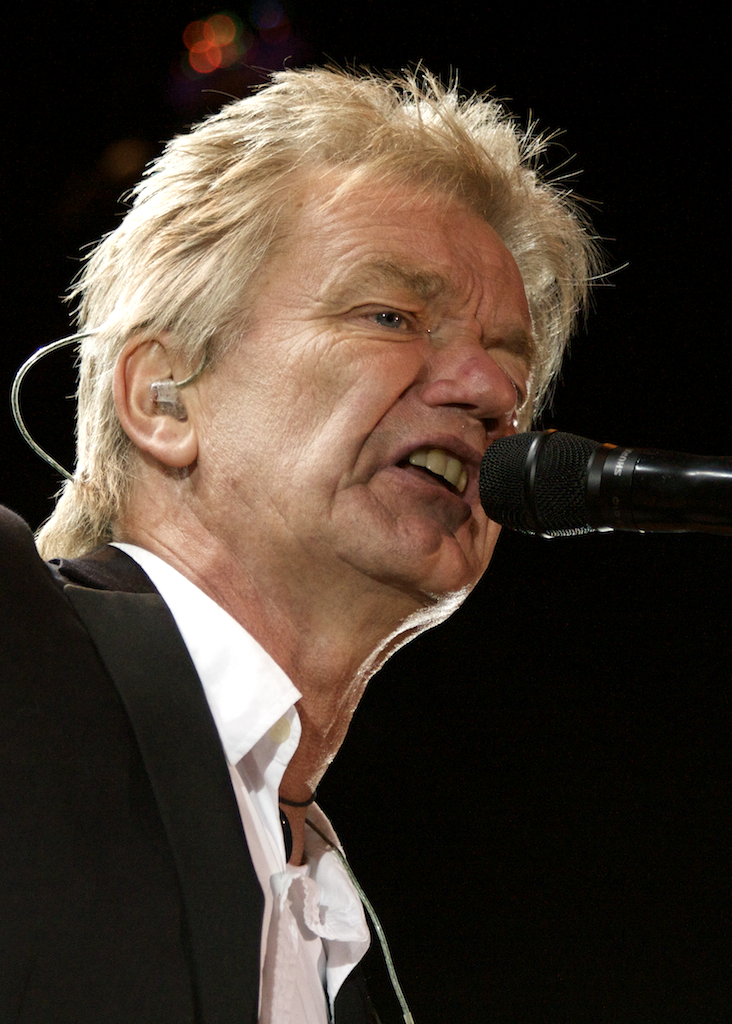
Lars Lilholt (2009)

Lars Lilholt (* 14. März 1953 in Herlev) ist ein dänischer Folkrock-Musiker. Er singt, komponiert und spielt Geige und Gitarre.

## Leben
In den 1970er Jahren war Lilholt Sänger der Folkrock-Band Kræn Bysted, mit der er drei Alben veröffentlicht hatte. Seit 1982 ist er mit seiner eigenen Gruppe, der Lars Lilholt Band unterwegs. Für das Album Kontakt wurde er 1991 mit dem Danish Music Award ausgezeichnet.
1992 gründete er mit den Sängern Johnny Madsen und Allan Olsen das Trio Dalton, das ein Album aufnahm und auf Tour ging. 2009 gab es ein erneutes Album. 2010 erschien Lilholts Autobiografie Drømme og Dæmoner.

## Diskografie

### Alben
mit Kræn Bysted
- 1977: Kræn Bysted’s
- 1978: Den anden kræn
- 1980: Stavnsbundet

mit Lars Lilholt Band
- 1982: Og fanden dukked’ op og sagde ja!
- 1984: Jens Langkniv
- 1986: Portland
- 1988: I en sommernat
- 1989: Engang drog vi ud for at slå tiden ihjel
- 1990: Kontakt (Live)
- 1991: Med natten mod vest
- 1992: Dalton (mit Johnny Madsen und Allan Olsen)
- 1993: Kald det kærlighed (Kompilation)
- 1994: Kong Pukkelrygs land
- 1995: Et ekko af sommer (Live)
- 1995: Jul i Ingenmandsland
- 1997: Masai
- 1998: Gi’ det blå tilbage (Kompilation)
- 2000: Gloria
- 2001: De instrumentale (Kompilation)
- 2003: Nefertiti
- 2004: Den 7. dag
- 2005: De lyse nætters orkester (Live-DVD + 2 CDs)
- 2006: Storyteller # 1 (Live-DVD + 3 CDs)
- 2007: Pausemusikken – Mens vi venter
- 2007: Smukkere med tiden
- 2008: Jokerne
- 2009: Tyve Ti (Dalton – mit Johnny Madsen und Allan Olsen)
- 2010: Var her (Dalton – mit Johnny Madsen und Allan Olsen)
- 2013: Manifest
- 2015: Amulet

### Chartplatzierungen
Platzierungen in den dänischen Charts seit 2000:

#### Alben
| Jahr | Titel                    | Höchstplatzierung, Gesamtwochen, AuszeichnungChartsChartplatzierungen (Jahr, Titel, Platzierungen, Wochen, Auszeichnungen, Anmerkungen) | Anmerkungen                                                |
| Jahr | Titel                    | DK | Anmerkungen                                                |
| ---- | ------------------------ | --- | ---------------------------------------------------------- |
| 2001 | Gloria                   | DK1 ×3Dreifachplatin · (25 Wo.)DK | Lars Liliholt Band                                         |
| 2003 | Nefertiti                | DK1 Platin · (14 Wo.)DK |                                                            |
| 2004 | Den 7. dag               | DK2 Platin · (10 Wo.)DK | Lars Liliholt Band                                         |
| 2005 | De lyse nætters orkester | DK1 Platin · (26 Wo.)DK | Lars Liliholt Band                                         |
| 2006 | Storyteller #1           | DK4 Gold · (14 Wo.)DK |                                                            |
| 2008 | Smukkere med tiden       | DK1 Platin · (23 Wo.)DK | Lars Liliholt Band                                         |
| 2008 | Jokerne                  | DK13 Gold · (8 Wo.)DK |                                                            |
| 2012 | Stilheden bag støjen     | DK2 Gold · (8 Wo.)DK | Erstveröffentlichung: 19. November 2012 Lars Liliholt Band |
| 2013 | Manifest                 | DK3 Gold · (19 Wo.)DK | Erstveröffentlichung: 28. Oktober 2013                     |
| 2015 | Amulet                   | DK1 Gold · (15 Wo.)DK | Erstveröffentlichung: 2. Oktober 2015                      |
| 2018 | Drømmefanger             | DK2 (2 Wo.)DK | Erstveröffentlichung: 4. Mai 2018                          |
| 2020 | Lad julen vare længe     | DK2 (7 Wo.)DK | Erstveröffentlichung: 6. November 2020                     |
| 2021 | Decameron                | DK2 (5 Wo.)DK | Erstveröffentlichung: 8. April 2021                        |
| 2024 | Kosmiske Kindkys         | DK9 (1 Wo.)DK | Erstveröffentlichung: 11. November 2024                    |

#### Singles
| Jahr | Titel Album           | Höchstplatzierung, Gesamtwochen, AuszeichnungChartsChartplatzierungen (Jahr, Titel, Album, Platzierungen, Wochen, Auszeichnungen, Anmerkungen) | Anmerkungen        |
| Jahr | Titel Album           | DK | Anmerkungen        |
| ---- | --------------------- | --- | ------------------ |
| 2004 | Klovnen er død –      | DK16 (4 Wo.)DK | Lars Liliholt Band |
| 2006 | Flyv endelig højere – | DK10 (7 Wo.)DK | Lars Liliholt Band |

Weitere Singles
- 1994: Onkel Christian (Lars Liliholt Band, DK: Gold)
- 1997: Café Måneskin (Lars Liliholt Band, DK: Gold)
- 2020: Kald Det Kærlighed (DK: Platin)
- 2022: Den Hvide Dværg (Lars Liliholt Band, DK: Gold)